# Ricardo Ten Argilés
Ricardo Ten Argilés (* 11. August 1975 in Valencia) ist ein spanischer Paracycler und Paraschwimmer.

## Sportlicher Werdegang
Als Ricardo Ten Argiles acht Jahre alt war, berührte er eine Hochspannungsleitung und bekam einen Stromschlag. Dabei erlitt er schwere Verbrennungen, und seine beiden Unterarme und das linke Bein mussten amputiert werden. Ein Jahr lang lag er im Krankenhaus. Trotz seiner schweren Behinderung versuchte er sich anschließend in verschiedenen Sportarten wie Mountainbike, Tischtennis, Basketball, Fußball und Skifahren.
Mit 17 Jahren begann Ten Argilés, sich auf das Schwimmen zu konzentrieren. 1995 war sein erster Start bei den Europameisterschaften in Frankreich. In den folgenden Jahren nahm er an vier Sommer-Paralympics teil: 1996 in Atlanta, 2000 in Sydney, 2008 in Peking und 2012 in London. Insgesamt errang er im Schwimmen bei Paralympischen Spielen sieben Medaillen, darunter drei goldene; er wurde zwölf Mal Europameister und sieben Mal Weltmeister. Über seine Lieblingsstrecke, 100 Meter Brust, brach er mehrfach den Weltrekord.
2017 wechselte Ricardo Ten Argilés zum Radsport, um sich neue Ziele zu stecken. Er entwickelte ein spezielles Fahrrad für sich, bei dem der Lenker an seine Stümpfe angepasst ist und seine Beinprothese direkt an das Pedal geklemmt wird. Zwischen 2017 und 2023 gewann er insgesamt 29 Medaillen bei Weltmeisterschaften auf Bahn und Straße sowie Medaillen bei Straßen-Europameisterschaften. Bei den Sommer-Paralympics in Tokio war er mit der Schwimmerin Michelle Alonso Fahnenträger der spanischen Mannschaft, und er holte gemeinsam mit Pablo Jaramillo Gallardo und Alfonso Cabello Bronze in der Mixed-Staffel. Bei den Paracycling-Bahnweltmeisterschaften 2022 gewann er drei Gold- und eine Silbermedaille.
Bei den Paracycling-Bahnweltmeisterschaften 2023 in Glasgow war Ricardo Ten Argilés erneut erfolgreich, mit zwei Gold-, einer Silber- und einer Bronzemedaille. Für Aufsehen sorgte die Tatsache, dass der armlose Sportler bei den Siegerehrungen neben den beiden Goldmedaillen die üblichen Präsente des Sponsors, eines Uhrenherstellers, erhielt, nämlich zwei Armbanduhren. Das Video der Siegerehrung ging viral, und die Uhren wurden unter anderem empört als „denkbar schlechtestes Geschenk“ kommentiert. Ten Argilés selbst reagierte mit einem humorvollen Video und einem Dank in Richtung Sponsor: „Thank you […] for believing in this super world of inclusion.“ („Danke […] dass Sie an die wundervolle Welt der Inklusion glauben.“) Er empfinde das Geschenk nicht als „Beleidigung“, da es eine Gleichbehandlung mit den anderen Medaillengewinnern, behindert oder nichtbehindert, bedeute.